# Dendrobium pseudoglomeratum
Dendrobium pseudoglomeratum är en orkidéart som beskrevs av Thomas M. Reeve och Jeffrey James Wood. Dendrobium pseudoglomeratum ingår i släktet Dendrobium, och familjen orkidéer. Inga underarter finns listade i Catalogue of Life.